# Antitalianismo

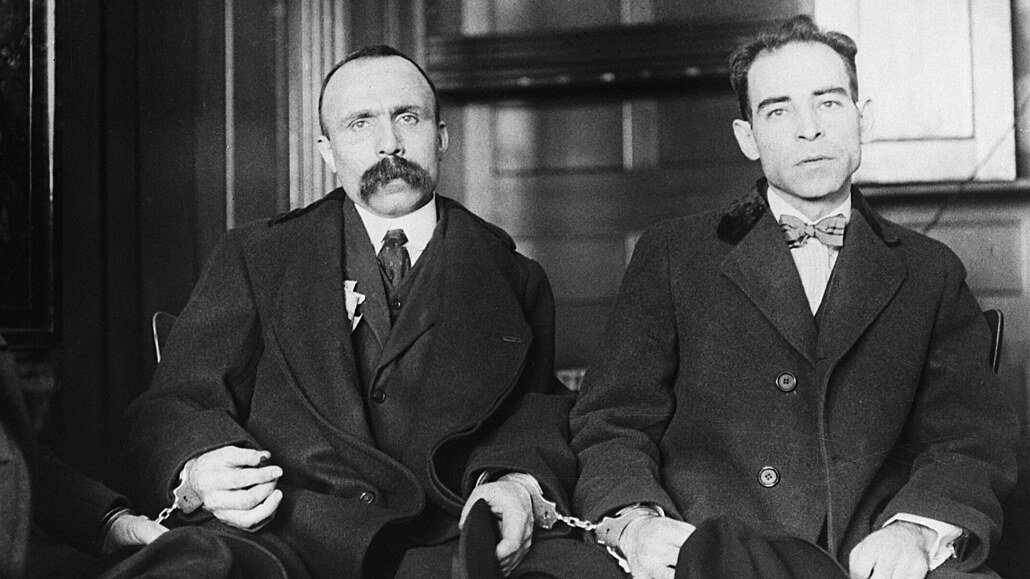
Bartolomeo Vanzetti e Nicola Sacco in manette

L'antitalianismo o antiitalianismo, più raramente italofobia, è un fenomeno di discriminazione etnica contro gli italiani e l'Italia. Il contrario è l'italofilia.
Il fenomeno è attestato soprattutto nel Nordamerica (Stati Uniti d'America, Canada), nell'Europa centro-settentrionale (Germania, Svezia, Austria, Svizzera, Belgio, Francia e Regno Unito) e negli stati balcanici (Slovenia e in alcune zone della Croazia), le cui cause possono esser attribuite all'emigrazione italiana di massa nel XIX e XX secolo (specie per i primi due casi), ad eventi storici traumatici, soprattutto di natura bellica, oppure ad ostilità nazionalistiche ed etniche.

## Stati Uniti

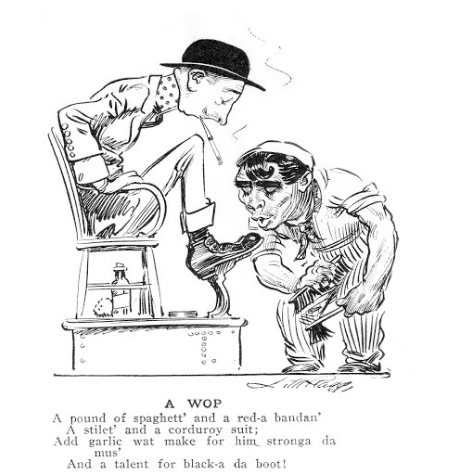
Una vignetta satirica, pubblicata sull'edizione del 1911 di Life Magazine, che ritrae negativamente un tipico immigrato italiano del secolo (apostrofatovi infatti col dispregiativo wop)

L'antitalianismo sorse tra il popolo americano di fronte all'immigrazione su larga scala degli italiani negli Stati Uniti durante la fine del XIX secolo e l'inizio del XX secolo. La maggior parte degli immigrati italiani arrivò a ondate negli Stati Uniti, molti di essi provenivano da ambienti agricoli. Quasi tutti gli immigrati italiani erano di religione cattolica, in opposizione alla maggioranza protestante della nazione. Poiché spesso gli immigrati arrivati dopo non avevano conseguito un'istruzione formale, gareggiavano con quelli arrivati prima per i posti di lavoro e alloggi a basso costo, tutto ciò provocò un'ostilità significativa verso essi. Gli statunitensi protestanti originari del Nord Europa si mostrarono fin da subito aggressivi e agitati, tendevano spesso a giudicarli malamente e si verificarono anche episodi di razzismo nei confronti degli italiani, soprattutto negli Stati Uniti meridionali, dove la popolazione era prevalentemente anglosassone e protestante. In risposta all'immigrazione su larga scala dall'Europa meridionale e orientale, il Congresso approvò la legge Emergency Quota Act nel 1921 e nel 1924 la Immigration Act, la quale limitarono fortemente l'immigrazione da tali regioni, ma misero comparativamente meno restrizioni per quelli che si erano già stabiliti dall'Europa settentrionale.
La discriminazione contro gli italiani a volte veniva associata con la tradizione anti-cattolica presente anche negli Stati Uniti, che è stata ereditata a seguito della concorrenza e delle guerre tra i protestanti e i cattolici nei tre secoli precedenti. Quando gli Stati Uniti furono fondati, ereditarono l'anti-cattolicesimo e il risentimento anti-papale dai loro colonizzatori protestanti. Il sentimento anti-cattolico negli Stati Uniti raggiunse il picco nel XIX secolo quando la popolazione protestante si sentì minacciata dal gran numero di cattolici che erano emigrati negli Stati Uniti. In parte fu a causa delle tensioni che sorsero tra i cittadini nativi e gli immigrati. Con il Nativismo, un movimento anti-cattolico che raggiunse una certa importanza negli anni 1840, l'ostilità che si era scaturita portò alla violenza di massa, tra cui incendi alla proprietà cattolica. Gli immigranti italiani ereditarono questa ostilità anti-cattolica poco dopo essere arrivati, tuttavia, a differenza di altri gruppi di immigrati cattolici, non si portarono con loro i sacerdoti o altre figure religiose in modo da facilitare la loro transizione alla vita americana. Per rimediare a questa situazione, Papa Leone XIII inviò un contingente di preti, suore e missionari di San Carlo, tra i personaggi più di spicco era presente suor Francesca Saverio Cabrini, la quale aiutò a fondare centinaia di parrocchie per servire i bisogni delle comunità italiane, ad esempio chiesa della Madonna di Pompei a New York.
All'inizio del Novecento, alcuni immigrati italiani portarono con sé una disposizione politica verso il socialismo e l'anarchismo. Questa fu una reazione alle condizioni economiche e politiche che avevano vissuto in Italia. Personaggi celebri come Arturo Giovannitti, Carlo Tresca e Joseph Ettor furono i primi a creare organizzazioni sindacali italiane la quale richiesero una condizione di lavoro migliore e l'orario lavorativo più breve nelle miniere, nel settore tessile, abbigliamento, edilizia e altre industrie. Questi sforzi portarono agli scioperi di massa, che spesso sfociava nella violenza tra scioperanti e crumiri. Il movimento anarchico negli Stati Uniti a quel tempo era responsabile di bombardamenti nelle città principali e di attacchi contro i funzionari e le forze dell'ordine. In seguito ai movimenti laburisti e anarchici, gli italiani americani furono etichettati come "agitatori laburisti" e radicali da molti dei capitalisti e dalla classe superiore, la quale portò ad un ulteriore sentimento anti-italiano.
La maggioranza degli immigrati italiani lavorarono sodo e vissero una vita onesta, il tutto è stato documentato dalla polizia nei primi anni del XX secolo a Boston e New York. Nel 1963, James Wilfrid Vander Zanden osservò che il tasso di condanne penali tra gli immigrati italiani era inferiore rispetto a quello dei bianchi americani.
Nelle comunità di immigrati italiani che si trovavano nelle grandi città orientali erano attivi elementi criminali che praticavano estorsioni, intimidazioni e minacce al fine di ottenere denaro tramite il pizzo dagli immigrati più ricchi e dai negozianti. Tra le bande che lo praticavano era presente anche la Mano Nera. Con l'ascesa del Fascismo in Italia, entrò in forte contrasto con la mafia siciliana, fino alla distruzione di essa. Tra il 1920 e il 1930, centinaia di mafiosi per evitare il processo, fuggirono negli Stati Uniti.
Quando gli Stati Uniti promulgarono il proibizionismo nel 1920, le restrizioni si rivelarono una manna economica per quelli della comunità italo-americana e per i siciliani fuggiti che già erano coinvolti in attività illegali. Essi contrabbandavano liquori in tutto il paese, all'ingrosso e venivano venduti attraverso una rete di punti vendita e vivai. Mentre membri di altri gruppi etnici erano profondamente coinvolti in queste attività illegali di contrabbando e di violenza tra le bande rivali, gli italoamericani erano tra i più famosi. A causa di questo, gli italiani furono associati alla figura del gangster prototipico nella mente collettiva, la quale ebbe un effetto duraturo sull'immagine italo-americana.
Le esperienze degli immigrati italiani nei paesi del Nord America erano notevolmente diverse da quelle dei paesi sudamericani, dove molti di loro emigrarono in gran numero. Gli italiani furono fondamentali nei paesi in via di sviluppo come: Argentina, Brasile, Cile e Uruguay. Si unirono rapidamente alla classe media e superiore in quei paesi. Negli Stati Uniti, gli italoamericani inizialmente incontrarono una maggioranza della cultura protestante del Nord Europa. Per un certo periodo, furono considerati principalmente come lavoratori edili e industriali, cuochi, idraulici, oppure colletti blu. Come per gli irlandesi che arrivarono prima di loro, molti entrarono anche in polizia e nei vigili del fuoco.
Negli anni 1930, gli italiani e gli ebrei furono presi di mira da Sufi Abdul Hamid, un antisemita e ammiratore del Gran Mufti di Gerusalemme, Amin al-Husseini.

### Violenza contro gli italiani

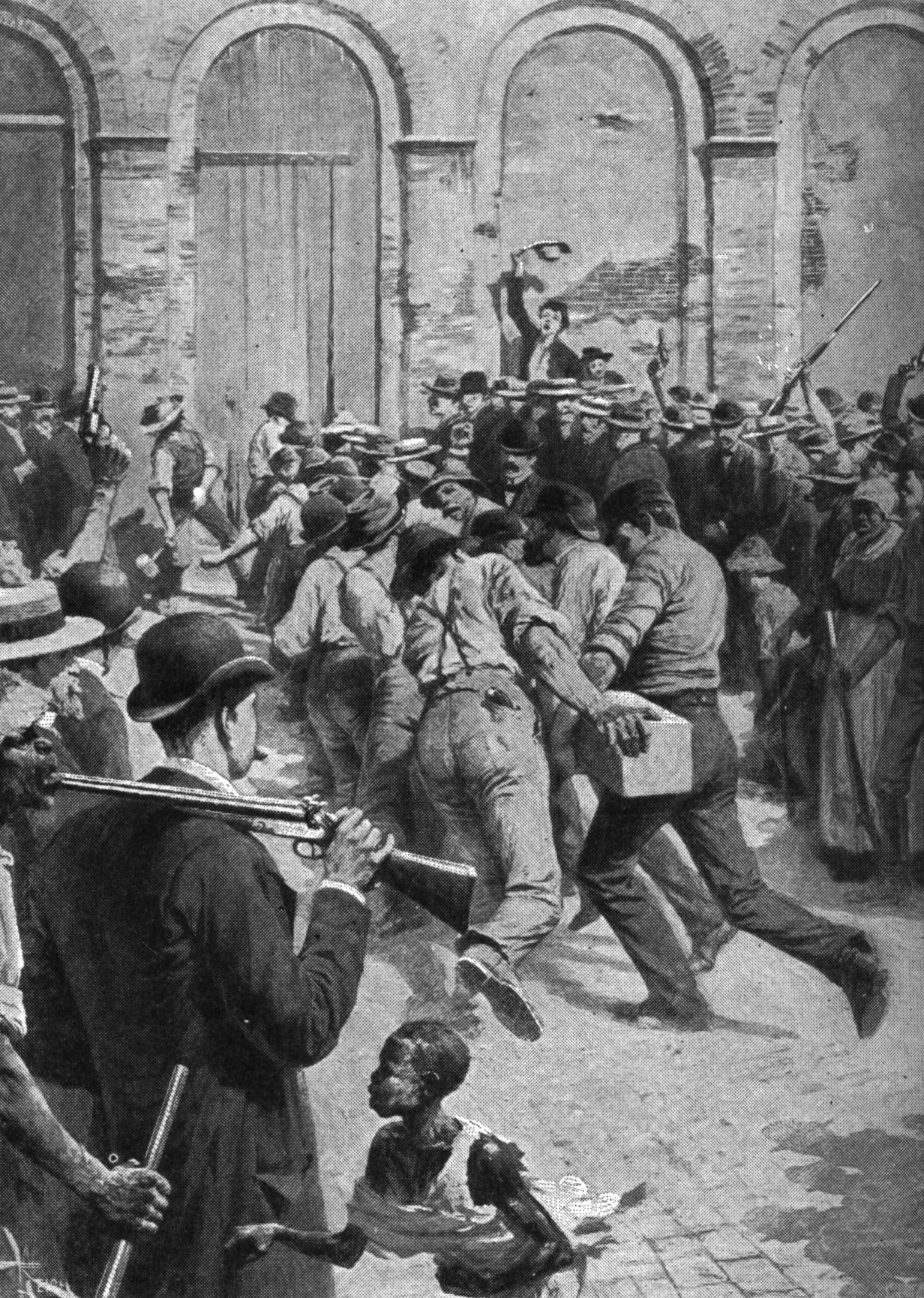
Linciaggio di New Orleans del 1891.

Dopo la guerra di secessione americana, durante la carenza di manodopera che si verificò e il Sud convertito al lavoro libero, i piantatori del Sud America reclutarono gli italiani per farli venire a lavorare negli Stati Uniti, come lavoratori agricoli e operai. Molti di essi si trovarono presto vittime di pregiudizi, di sfruttamento economico e a volte anche di violenza. Gli stereotipi anti-italiani abbondavano in questo periodo come mezzo per giustificare il maltrattamento degli immigrati. La situazione dei lavoratori agricoli immigrati italiani in Mississippi era così grave che l'ambasciata italiana si impegnò ad indagare sui loro maltrattamenti in casi studiati per peonaggio. Successivamente arrivarono altre ondate di immigrati italiani che ereditarono queste stesse forme virulente di discriminazione e stereotipizzazione che, ormai, si erano radicate nella coscienza americana.
Uno dei più grandi linciaggi di massa della storia americana causò la morte di undici italiani a New Orleans in Louisiana nel 1891. La città era stata la meta di numerosi immigrati italiani. Diciannove italiani che si pensava avessero assassinato il capo della polizia David Hennessy furono arrestati e rinchiusi nella prigione della contea. Nove furono processati, il cui risultato fu sei assoluzioni e tre annullamenti. Il giorno seguente, una folla assaltò il carcere e uccise undici uomini, nessuno dei quali era stato condannato e alcuni di essi non erano stati processati. In seguito, la polizia arrestò centinaia di immigrati italiani, con il falso pretesto che erano tutti criminali. Theodore Roosevelt, non ancora presidente, divenne famoso per aver detto che il linciaggio fosse stato effettivamente "una cosa buona". John M. Parker aiutò a organizzare il linciaggio e nel 1911 fu eletto governatore della Louisiana. Parker descrisse gli italiani come "peggiori degli afroamericani, sono disgustosi nelle loro abitudini, criminali e infidi".
Nel 1899, in Louisiana si perpetrò quello che è ricordato come il linciaggio di Tallulah, a seguito di una discussione tra il coroner Hodge e Fatta Francesco per via di una capra uccisa da Hodge perché trovata a brucare sul suo terreno, vennero arrestati Francesco Fatta e i suoi fratelli oltre ad altri due italiani loro amici. La sera stessa vennero prelevati dalla prigione da una folla che li linciò per poi impiccarli.
Nel 1920, Sacco e Vanzetti, furono processati per rapina e omicidio a Boston, nel Massachusetts. Molti storici concordano sul fatto che Sacco e Vanzetti furono sottoposti a un processo mal gestito, il giudice, la giuria e l'accusa sono stati prevenuti contro di loro a causa delle loro opinioni politiche anarchiche e per via dello status di immigrati italiani. Il giudice Webster Thayer chiamò i due italiani "bolscevichi". Nel 1924, Thayer si confrontò con un avvocato del Massachusetts e disse: "Hai visto cosa ho fatto con quei anarchici bastardi l'altro giorno?". Nonostante le proteste di tutto il mondo, Sacco e Vanzetti furono comunque condannati a morte sulla sedia elettrica. A cinquant'anni esatti dalla loro morte, il 23 agosto 1977 Michael Dukakis, governatore dello Stato del Massachusetts, riconobbe ufficialmente gli errori commessi nel processo e riabilitò completamente la loro memoria, tramite il Sacco e Vanzetti Memorial Day. La sua proclamazione, emessa sia in inglese che in italiano, dichiarò che Sacco e Vanzetti erano stati ingiustamente processati e condannati, disse inoltre che "ogni disgrazia dovrebbe essere rimossa per sempre dai loro nomi". Non li ha perdonati, perché ciò implicherebbe che fossero colpevoli.
L'anti-italianismo faceva parte dell'anti-immigrazionismo, l'ideologia anticattolica del Ku Klux Klan, dopo il 1915; i suprematisti bianchi e il gruppo nativista presero di mira gli italiani e gli europei meridionali, cercando di preservare il presunto dominio del Bianco Anglo-Sassone Protestante. All'inizio del XX secolo, il KKK divenne attivo nelle città settentrionali e centro-occidentali degli Stati Uniti, dove il cambiamento sociale fu rapido a causa dell'immigrazione e dell'industrializzazione. Nel 1925, nella parte meridionale degli Stati Uniti, ci fu un picco di adesione e di influenza dell'organizzazione. Un focolaio di attività anti-Italiana organizzata dal KKK, si sviluppò a sud del New Jersey a metà degli anni 1920. Nel 1933, ebbe luogo una protesta di massa contro gli immigrati italiani a Vineland, nel New Jersey, dove gli italiani costituivano il 20% della popolazione cittadina. Alla fine il KKK perse tutto il suo potere a Vineland e lasciò la città.

### Stereotipi sugli italoamericani

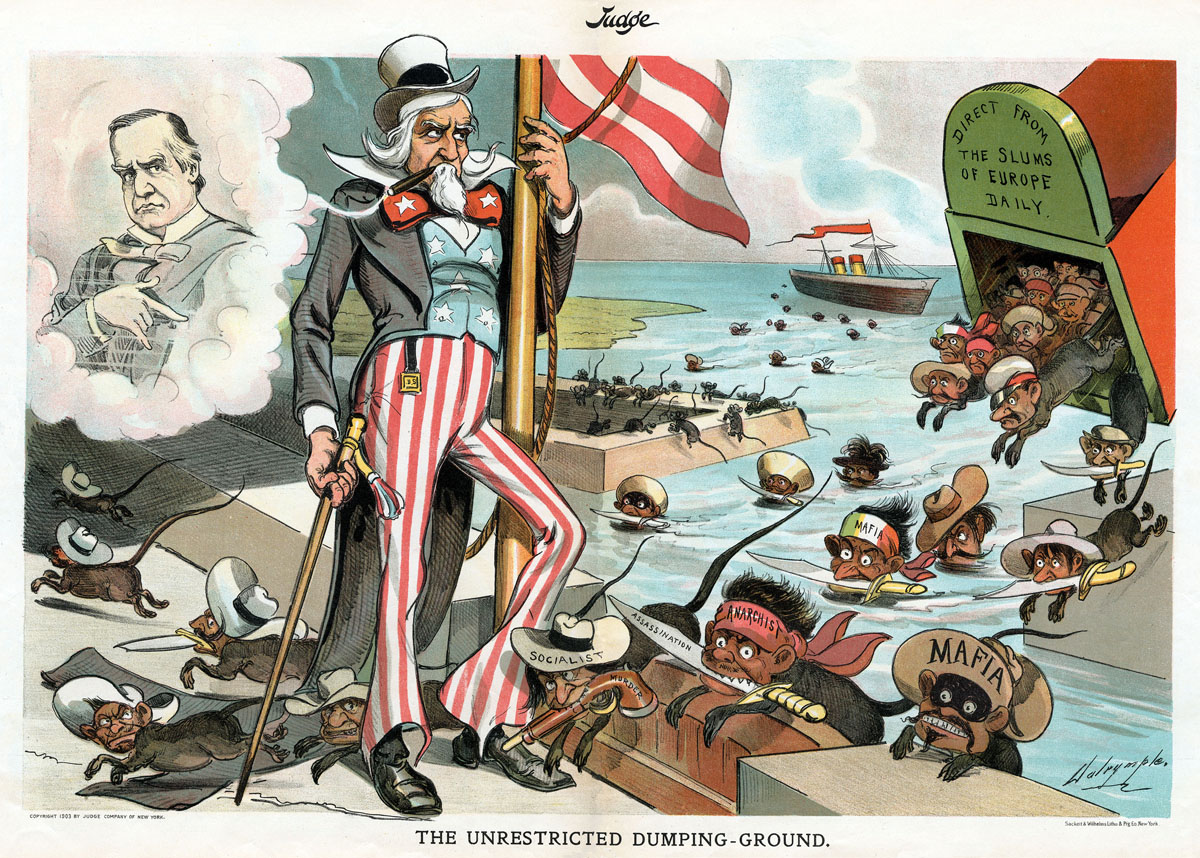
Una vignetta della rivista Judge che rappresenta gli immigrati italiani come ratti mafiosi, socialisti, anarchici ed assassini (1903)

Fin dai primi decenni del XX secolo, gli italoamericani sono stati raffigurati con caratterizzazioni stereotipate. Gli italoamericani nella società contemporanea statunitense hanno attivamente obiettato a stereotipi negativi pervasivi dai mass media. La stereotipizzazione degli italo americani veniva solitamente associata alla criminalità organizzata, era inoltre una caratteristica costante dei film come la trilogia de Il padrino, Quei bravi ragazzi, Casinò e la serie televisiva I Soprano. Questi stereotipi si rafforzavano per via della frequente riproduzione di questi film e serie televisive alla televisione. Videogiochi, giochi da tavolo, spot televisivi e radiofonici con tematiche mafiose rafforzavano ulteriormente questa stereotipizzazione. I mezzi di intrattenimento hanno stereotipato la comunità italoamericana come tollerante alla figura del gangster violento e sociopatico. Altri importanti stereotipi ritraggono gli italoamericani come aggressivi e inclini alla violenza. Jersey Shore, un reality show di MTV è stato considerato offensivo nei confronti del gruppo italoamericano UNICO National.
Uno studio completo della cultura italo-americana sul cinema, condotto dal 1996 al 2001, dall'Italic Institute of America, ha svelato la portata della stereotipizzazione nei media. Più di due terzi dei 2.000 film valutati nello studio mettono gli italoamericani sotto una luce negativa. Quasi 300 film con italoamericani che hanno interpretato il ruolo da mafioso sono stati prodotti dopo Il padrino del 1972, con una media di circa nove film all'anno.
Secondo l'Italic Institute of America:
Secondo le statistiche recenti dell'FBI, i membri e gli associati della criminalità organizzata italo-americana sono circa 3.000. Dato che la popolazione italo-americana stimata è di circa 18 milioni, lo studio conclude che solo una persona su 6.000 è coinvolta nella criminalità organizzata.

### Organizzazioni italoamericane
Le organizzazioni nazionali più attive nella lotta contro gli stereotipi mediatici e la diffamazione degli italoamericani sono: Ordine Figli d'Italia in America, UNICO National, Columbus Citizens Foundation, National Italian American Foundation e la Italic Institute of America. Tra le organizzazioni digitali più attive per questa causa sono: Annotico Report, Italian-American Discussion Network, ItalianAware e Italian American One Voice Coalition.

## Regno Unito
Un episodio significante di anti-italianismo scoppiò durante il periodo fascista. Dopo l'alleanza di Benito Mussolini con la Germania nazista alla fine degli anni 1930, era presente una crescente ostilità verso l'Italia nel Regno Unito. I media britannici hanno ridicolizzato la capacità italiana di combattere in guerra, indicando il cattivo stato dell'esercito italiano durante la sua fase imperialista. "Musso the Wop", era un fumetto inglese che iniziò a girare nel 1938 dalla rivista The Beano, esso ritraeva Mussolini come un arrogante buffone, anche se ciò era una critica politica legittima, non una discriminazione etnica.
Wigs on the Green è un romanzo satirico di Nancy Mitford pubblicato per la prima volta nel 1935. Il romanzo illustra una satira spietata del fascismo britannico e degli italiani che vivevano nel Regno Unito la quale lo supportavano. Il libro ha raggiunto una certa notorietà dopo aver ridicolizzato gli entusiasmi politici di Diana Mitford, sorella dell'autrice e moglie di Oswald Mosley, riguardo ai suoi legami con alcuni italiani che promuovevano l'Unione Britannica dei Fascisti. Inoltre, la decisione di Benito Mussolini di schierarsi con la Germania nazista guidata da Adolf Hitler durante la primavera del 1940, causò una risposta immediata. Per ordine del Parlamento del Regno Unito, tutti i forestieri nemici dovevano essere internati, nonostante ci fossero pochi fascisti italiani attivi. Nel giugno 1940, questo sentimento anti-italiano portò ad una notte di rivolte a livello nazionale contro le comunità italiane. Gli italiani venivano visti come una minaccia per la sicurezza nazionale legata al temuto movimento fascista britannico, Winston Churchill diede istruzioni su come contenere la minaccia. In seguito al discorso di Churchill, migliaia di italiani con età compresa tra i 17 e i 60 anni furono arrestati.

## Seconda guerra mondiale
Durante la seconda guerra mondiale, gli Stati Uniti e il Regno Unito definirono i cittadini italiani che vivevano nei loro paesi come forestieri, indipendentemente da quanto tempo avessero vissuto in tali nazioni. Centinaia di cittadini italiani, sospettati di essere fedeli all'Italia fascista, furono rinchiusi in campi di internamento negli Stati Uniti e in Canada. Migliaia di cittadini italiani negli Stati Uniti, sospettati di essere leali all'Italia, furono messi sotto sorveglianza. Al padre di Joe DiMaggio, che viveva a San Francisco, confiscarono la barca e la casa. A differenza dei nippo-americani, gli italo-americani e gli italo-canadesi non ricevettero mai risarcimenti dai rispettivi governi; successivamente Bill Clinton fece una dichiarazione pubblica ammettendo l'errore di giudizio commesso dal governo statunitense riguardo all'internamento.
Con l'entrata in guerra dell'Italia il 10 giugno 1940 contro Francia e Regno Unito vi fu una logica ondata di odio nei confronti di una nazione che attaccava degli stati già profondamente in crisi a causa di un anno di conflitto con la Germania nazista. Molti cittadini italiani furono deportati come forestieri nemici.
Durante la seconda guerra mondiale le disastrose campagne militari italiane rincarate dalla propaganda alleata incentivarono l'idea del "soldato italiano incompetente". Gli storici documentarono il fatto che l'Esercito italiano subì grandi sconfitte a causa di una incapacità strategica e logistica degli alti comandi, un addestramento pressoché nullo e l'utilizzo di armi e mezzi considerati già obsoleti durante la prima guerra mondiale.
Le poche truppe italiane che ebbero un addestramento e una dotazione bellica accettabile coordinate in battaglia dall'alto comando tedesco dimostrarono in varie battaglie il loro valore storicamente riconosciuto quali alcune brigate Bersaglieri, la 185ª Divisione paracadutisti "Folgore" e gli Alpini..
Il pregiudizio include entrambe le ipotesi implicite e l'uso selettivo delle fonti, ciò è evidente in The Sources of Italy's Defeat in 1940: Bluff or Institutionalized Incompetence? di Knox. Sims in The Fighter Pilot ignorò gli italiani, mentre D'Este con il suo libro World War II in the Mediterranean modellò l'immagine degli italiani dei suoi lettori citando un commento tedesco secondo cui la resa dell'Italia fu "il tradimento più vile". Inoltre discusse di alcuni comandanti alleati e tedeschi, ma ignorò Messe, il quale guidò la Prima armata italiana, che tenne testa sia alla U.S. Second Corps che alla British Eighth Army durante la Campagna di Tunisia.

## Secondo dopoguerra
Le ex comunità italiane una volta prosperavano nelle colonie africane (Eritrea, Somalia e Libia) e nelle zone ai confini del Regno d'Italia. In seguito alla fine delle colonie imperialiste e di altri cambiamenti politici, molti cittadini di etnia italiana furono espulsi violentemente da queste aree.
La Libia e la Jugoslavia mostrarono un alto livello di antitalianismo dalla seconda guerra mondiale, come illustrato dalle seguenti manifestazioni:
- Durante gli anni dell'amministrazione italiana della Libia, circa 150.000 italiani emigrano nel paese, costituendo all'incirca il 18% della popolazione complessiva.[46] Durante l'ascesa dei movimenti indipendentisti, l'ostilità anti-italiana stava drasticamente aumentando. Gli ultimi italiani ed ebrei che rimasero in Libia furono espulsi nel 1970, l'anno in cui Muʿammar Gheddafi si impadronì del potere, il 7 ottobre 1970 questo giorno è noto anche come il "Giorno della vendetta".[47]
- Alla fine della seconda guerra mondiale Istria e Dalmazia, che erano dei territori abitati anche da italiani, entrarono a far parte della Jugoslavia tramite il trattato di Parigi fra l'Italia e le potenze alleate del 1947. L'insicurezza economica, l'odio etnico e il contesto politico internazionale che portarono alla Cortina di ferro, circa 350.000 persone quasi tutti di etnia italiana, furono costretti a lasciare la regione durante la dittatura di Josip Broz Tito.[48][49] Alcuni studiosi come Rudolph Joseph Rummel notò che il numero di dalmati italiani scese a 45.000 nel 1848, il quale comprendeva quasi il 20% della popolazione totale dalmata sotto l'Impero austro-ungarico,[50] il declino demografico scese fino a 300 nei tempi moderni, a causa del democidio e della pulizia etnica, durante le due grandi guerre.

Altre forme di antitalianismo comparvero in Etiopia e Somalia alla fine degli anni 1940, come accadde con la ribellione nazionalista somala contro l'amministrazione coloniale italiana che culminò in uno scontro violento nel gennaio 1948, questo evento viene ricordato come l'eccidio di Mogadiscio. Nella tragedia persero la vita 54 italiani e ne rimasero feriti altri 55, dopo a Mogadiscio si susseguirono altre rivolte politiche in diverse città costiere.

## Casistica
- Nel 1861 la paventata francesizzazione forzata causò l'esodo nizzardo e in risposta a ciò si verificarono i vespri nizzardi.
- Nel 1888 il quotidiano statunitense The Mascot, edito a New Orleans, pubblicò una vignetta che illustrava come liberarsi degli italiani, cioè affogandoli o arrestandoli[53].
- Nel linciaggio di New Orleans (1891) furono linciati undici italiani, quasi tutti siciliani, accusati di aver ucciso il capo della polizia urbana[54].
- Il massacro di Aigues-Mortes, nell'agosto del 1893, fu scatenato da un conflitto tra operai francesi e italiani (soprattutto piemontesi, ma anche lombardi, liguri, toscani) impiegati nelle saline di Peccais, che si trasformò in un vero e proprio eccidio con morti in numero ancora non accertato e un centinaio di feriti tra i lavoratori italiani. La tensione che ne seguì fece sfiorare la guerra tra i due Paesi[55][56].
- Dopo l'assassinio, con un pugnale, nel 1894 del presidente della Repubblica francese Marie François Sadi Carnot da parte dell'anarchico Sante Caserio, in Francia si ebbero numerosi atti di violenza ed intolleranza contro gli immigrati italiani.
- A Tallulah, in Louisiana, nel luglio del 1899 furono linciati 5 italiani (tre fratelli e altri due estranei alla vicenda), accusati di aver ferito il dottore del paese dopo che questi aveva ucciso una capra appartenente ai tre fratelli.[57]
- Nel periodo 1918-20 due italiani furono assassinati durante gli incidenti di Spalato.
- In un tribunale dell'Alabama, nel 1922 (processo Rollins versus Alabama), una donna italiana venne ridicolmente dichiarata "non appartenente alla razza bianca", criterio sul quale si fondò il giudizio della corte[58].
- Durante il processo agli anarchici italiani Sacco e Vanzetti, avvenuto a Boston nel 1927, il pregiudizio contro gli immigrati (italiani) emerse con chiarezza e contribuì, pur non essendo il pregiudizio decisivo, alla loro condanna a morte[59].
- A Kalgoorlie, in Australia Occidentale, nel 1934 le case abitate dai provenienti dal Sud Europa vennero incendiate e gli italiani, gli jugoslavi e i greci dovettero scappare dalla città[60].
- Nel periodo 1943-70, in Istria e Dalmazia furono costretti all'esilio più di 300.000 italiani e ne furono assassinati tra i 15.000 e i 30.000[61].
- L'11 gennaio 1948, quando in città era presente una commissione britannica, la italofoba Lega dei Giovani Somali massacrò 54 italiani e 14 somali filoitaliani nell'eccidio di Mogadiscio mentre altri 55 italiani e 43 somali furono feriti.
- Il sentimento anti-italiano in Svizzera si manifestò nel 1971 con l'uccisione dell'immigrato italiano Alfredo Zardini[62].
- Il presidente statunitense Richard Nixon, durante la sua visita in Italia all'inizio degli anni settanta, dichiarò che gli italiani non solo si comportavano in modo diverso dagli altri europei, ma avevano anche un "odore" diverso[63].
- La copertina della rivista tedesca Der Spiegel nel 1977, il periodo più acuto degli anni di piombo, pubblicò la foto di un piatto di spaghetti con sopra una pistola, in riferimento alla presenza del terrorismo in Italia. Fu replicata nel 2006, in occasione dei mondiali di calcio: l'intento era ironico, ma con sfumature razziste, vista la decontestualizzazione dell'immagine (originariamente riferita a fatti di violenza)[64].
- Nel 1990 all'appassionato di golf John A. Segalla, ricco imprenditore dello Stato del Connecticut, venne negata l'iscrizione a un prestigioso ed esclusivo circolo del golf a causa del cognome italiano. Per tutta risposta si costruì un proprio campo da golf nel 1993[65].
- Nel 2000, in occasione della finale del Campionato europeo di calcio disputata a Rotterdam da Italia e Francia, un gruppo di disabili italiani in carrozzella e i volontari che li accompagnavano vennero attaccati dagli addetti alla sicurezza dello stadio olandese; alcuni giornalisti e tecnici Rai presenti, testimoni dell'abuso e delle offese di tipo etnico e discriminatorio, furono picchiati dalla polizia e arrestati[66][67]. Incolpati di resistenza a pubblico ufficiale e di violenza alla polizia[68], i membri della troupe del servizio pubblico italiano vennero in seguito accusati di avere causato i tafferugli dal tribunale olandese, che stabilì però il non luogo a procedere[69]. A smentire le ricostruzioni olandesi furono anche le immagini dell'emittente francese France 3[70]. Il caso suscitò proteste a livello politico e diplomatico[70].
- Nel 2006 il quotidiano tedesco Die Zeit pubblicò sulla versione on-line un articolo sulla qualificazione dell'Italia (a spese della Germania) alla finale dei Mondiali di calcio del 2006, titolandolo Mafia in Finale[71]; l'intento era satirico, ma venne considerato offensivo e di cattivo gusto[72].
- Nel 2006, sempre durante i Campionati mondiali di calcio, suscitarono indignazione tra la comunità italiana residente in Germania le parole con le quali in un editoriale di Der Spiegel veniva descritto l'uomo italiano: «Luigi Fiorello, forma di vita parassitaria che non può vivere senza un animale ospite dl quale succhia più che può», amante dei motori e delle turiste tedesche, insensibile ai bisogni della compagna, mammone e infantile. L'autore successivamente dichiarò che l'editoriale aveva un intento satirico, si scusò, vennero rimosse certe frasi e successivamente l'articolo fu cancellato dal sito della testata[73].
- Il 10 ottobre 2007, in Germania, il Tribunale di Bückeburg ridusse da 8 a 6 anni di carcere la pena di un cameriere italiano riconosciuto colpevole di stupro, sequestro di persona e violenza di gruppo verso la sua ragazza. Nel formulare la sentenza si tenne anche in considerazione la sua origine sarda: «si deve tenere conto delle particolari impronte culturali ed etniche dell'imputato. È sardo. Il quadro del ruolo dell'uomo e della donna, esistente nella sua patria [la Sardegna[74]], non può certo valere come scusante, ma deve essere tenuto in considerazione come attenuante»[75][76].
- Nel 2008, in Germania, la catena di negozi Media Markt commissionò una serie di spot pubblicitari che avevano per protagonista uno stereotipato italiano vestito in modo rozzo (canottiera con stemma tricolore, occhiali da sole sulla fronte, catena d'oro al collo, baffetti neri e forte accento italiano), che si comporta come un truffatore sempre pronto a turlupinare il prossimo compiacendosi dei suoi biechi sotterfugi[77]. La macchietta appare molto simile al personaggio di Alberto Bertorelli, protagonista di una vecchia sit-com della BBC[78].
- Nel 2009, per incentivare lo studio delle lingue straniere, nei Paesi Bassi venne mandato in onda uno spot in cui gli italiani vengono rappresentati come volgari e maleducati dipendenti di una pizzeria. Camerieri e pizzaiolo rivolgono apprezzamenti sessuali ad una ragazza e si prendono gioco della madre; un cliente, padre e marito delle due donne, anch'egli deriso dal personale della pizzeria, è però in grado di riconoscere le offese avendo studiato l'italiano: ribatte allora definendo «pagliacci di pasta» gli inopportuni ristoratori[79].
- Nel 2010, nel Canton Ticino, in Svizzera, comparvero degli anonimi manifesti che raffiguravano i lavoratori italiani e rumeni come topi[80]: in seguito si scoprì che si trattava di una campagna elettorale del partito Unione Democratica di Centro; alcuni esponenti del Partito Democratico italiano chiesero l'intervento della diplomazia[81] e il ministro degli Esteri italiano, Franco Frattini, espresse il proprio sdegno[82]. Il battage fu ripetuto nel 2014[83] e nel 2018[84]. Risultarono numerose le campagne denigratorie messe in atto nella Svizzera italiana nei riguardi del paese confinante e dei suoi abitanti nel corso del decennio[85].
- Nel 2012 i commentatori sportivi dell'emittente del servizio pubblico televisivo tedesco ARD definirono «cani randagi» e «persone non autosufficienti»[86][87] i calciatori italiani Mario Balotelli e Antonio Cassano nel corso della partita tra la nazionale italiana e quella tedesca del Campionato europeo allora in corso, scusandosi poco dopo.[88]. Tali epiteti risultarono sgraditi anche al pubblico e al resto della stampa tedesca[86], ma anche in Svizzera sdegno fu espresso dal tabloid Blick[89].
- Nel 2012, a proposito del naufragio della Costa Concordia, il settimanale tedesco Der Spiegel, in un editoriale a firma Jan Fleischhauer, assunse il comandante Francesco Schettino a simbolo del modo di comportarsi degli italiani,[90][91] provocando le repliche di Alessandro Sallusti sul Giornale[92] e di Repubblica.[93][94] L'editorialista tedesco rispose dicendo che si era trattato di un fraintendimento, dovuto ad una errata traduzione dell'articolo, che anzi invitava a non generalizzare tali eventi di cronaca[93][95]. Tuttavia nel 2018, ancora Fleischhauer in un altro editoriale su Der Spiegel definì l'Italia «paese di scrocconi aggressivi» e attaccò l'allora presidente della Banca centrale europea, Mario Draghi, reo di avere «fornito l'arma»: Il Sole 24 Ore ricordò l'atteggiamento anti-italiano della testata e della stampa tedesca in genere, oltre al precedente articolo di Fleischhauer[96].
- Nell’agosto 2016 il settimanale satirico francese Charlie Hebdo pubblicò una vignetta relativa al terremoto del Centro Italia nella quale una catasta di morti era raffigurata come lasagne e due persone insanguinate paragonate alla pasta al pomodoro, in accompagnamento al titolo “Sisma all’italiana”[97] che irrideva il cinema italiano[98] (con riferimento al film del 1964 Matrimonio all'italiana). Di fronte alle proteste dell’opinione pubblica e della politica italiane[97], la testata replicò con un'altra vignetta che invitava gli italiani ad essere arrabbiati non con la redazione, ma con la mafia che avrebbe costruito le case crollate: la replica indusse l’ambasciata francese in Italia a prendere le distanze da tali scelte editoriali[99]. Il Comune di Amatrice sporse una denuncia-querela per diffamazione aggravata contro Charlie Hebdo[100], ma al processo[101] il tribunale di Parigi dispose l’archiviazione della denuncia[102].
- A gennaio 2017, pochi mesi dopo le illustrazioni satiriche sul terremoto dell’Italia centrale, Charlie Hebdo pubblicò una macabra vignetta che ironizzava sulla valanga di Rigopiano mentre erano ancora in corso le operazioni di soccorso[103] (la slavina provocò 11 morti e 9 feriti). Il sindaco di Farindola (PE), Comune nel quale avvenne l’evento disastroso, querelò la testata francese[104][105].
- Nel 2017, in Svizzera, un caso di corruzione che coinvolgeva alcuni cittadini elvetici ed un kosovaro fu trasformato in una campagna anti-italiana dal politico Norman Gobbi del partito Lega dei Ticinesi, in quanto uno degli imputati, di nazionalità svizzera, aveva però origini calabresi; Gobbi ritenne un errore quello di assumere italiani nell'Ufficio immigrazione[106].
- Nel 2019, durante un'amichevole estiva tra Borussia Dortmund e Udinese, due commentatori televisivi rivolsero ai calciatori della squadra italiana termini spregiativi («Itacker») e battute basate su stereotipi, oltre a cimentarsi nell'imitazione di Adolf Hitler; in seguito alle proteste degli stessi tifosi del Borussia Dortmund i due cronisti si scusarono[107][108][109].

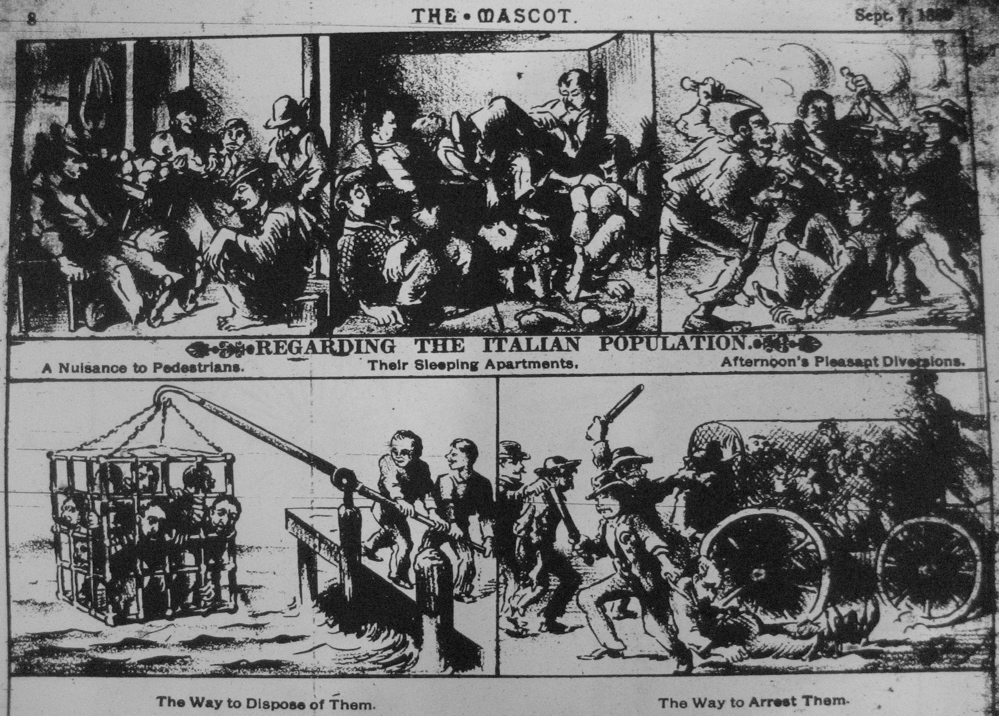
Vignette anti italiane pubblicate sul giornale "The Mascot" di New Orleans nel 1888

- Nel 2019 fece discutere una provocatoria copertina di Der Spiegel nella quale compariva un cappio per l'impiccagione a forma di spaghetto sostenuto da una forchetta accompagnata dal titolo «Ciao amore!», composizione grafica realizzata usando i colori della bandiera italiana[110][111][112].
- Nel 2019 una campagna commerciale per l'Austria dell'azienda statunitense McDonald's cercò di commercializzare i panini "Bella Italia" con lo slogan "Für echte Mampfiosi" ("Per veri golosi"), sfruttando gioco di parole tra "golosi" e "mafiosi" nella lingua tedesca. Gli abbonati all'applicazione mobile dell'azienda vennero precedentemente avvisati del nuovo prodotto in vendita tramite la notifica «Hey mafioso»[113]. L'allora Ministero dell'interno, Matteo Salvini, intervenne nella polemica sui social network, ritenendo erroneamente che si trattasse di una pubblicità realizzata in Germania[114].
- Nel 2020, allo scoppio della pandemia di covid-19 in Italia, furono diversi i casi di discriminazione riportati da italiani residenti all’estero o in viaggio[115][116]. A muovere un'accusa di ghettizzazione nei confronti dei compatrioti fu anche il parlamentare europeo di Forza Italia Antonio Tajani, quando il Parlamento europeo votò un provvedimento che vietava l'accesso ai propri dipendenti provenienti dalle regioni italiane dove era stata riscontrata la presenza del virus; il consesso respinse la critica[117]. Tra i primi casi riferiti, quello di un ventenne che testimoniò di essere stato insultato e picchiato da due uomini a Tenerife, in Spagna, in quanto considerato reo di diffondere il morbo e rubare il lavoro agli spagnoli[118]. Diverse furono le segnalazioni di emaginazione provenienti dal Regno Unito[119], dai Paesi Bassi[120] e ancora dalla Spagna[121][122]. L'ambasciatore italiano a Madrid espresse preoccupazione di fronte a situazioni definite spiacevoli per i connazionali, quali l'allontanamento di un gruppo di bambini di nazionalità italiana da una piscina comunale di Barcellona, seppur residenti o addirittura nati nel paese iberico, ad alcuni articoli di giornale allarmistici[122][123] e a dichiarazioni di esclusione ed allontanamento[122]. Discriminatorie furono considerate anche alcune misure adottate dal governo del Principato di Monaco[124], oltre che da quello delle Mauritius, dove quaranta vacanzieri furono rimpatriati dopo l’atterraggio, senza essere sottoposti a controlli sanitari, in quanto provenienti da Lombardia e Veneto[125]. Lamentele furono mosse anche da una turista in Vietnam[115]. A destare scalpore mediatico fu la vicenda di alcuni giovani giunti in Argentina per studiare alcuni mesi prima della diffusione del virus in Italia. Scaduto il loro contratto di affitto di un appartamento fatiscente, ottennero dalla polizia il permesso di traslocare in aprile durante il lockdown. Tuttavia, i vicini infuriati definirono scandaloso il trasferimento nel corso di un programma televisivo i cui giornalisti assediavano gli studenti in modo aggressivo ed insistentemente rimarcavano la loro nazionalità[126]. A giugno venne giudicata come forma di discriminazione verso gli italiani la decisione del governo austriaco di riaprire le frontiere con tutti i paesi confinanti eccetto l'Italia, attirando un richiamo da parte della Commissione europea[127].
- Nel febbraio 2020 in alcuni paesi europei furono considerati infetti da covid-19 persino i prodotti alimentari italiani, tanto che furono richiesti certificati indicanti la non contaminazione[128]: un esempio fu quello di un lotto di Grana Padano bloccato alla frontiera greca (ma non per volontà del governo di Atene)[129]. Le associazioni di categoria denunciarono difficoltà nell'esportazione[128]. Il ministro dell'Agricoltura italiano Teresa Bellanova definì tali richieste irricevibili e frutto di concorrenza sleale[128][130]. A smentire l'ipotesi di contagio fu l'Autorità europea per la sicurezza alimentare[131], mentre la Commissione europea stabilì la non necessità di apportare restrizioni alle produzioni agroalimentari italiane[128]. Pochi giorni dopo, a marzo, l'emittente televisiva francese Canal+ mandò in onda un finto spot pubblicitario satirico in cui la situazione italiana era rappresentata da un caricaturale pizzaiolo che espettorava catarro verde sulla "pizza corona", novità gastronomica del paese vicino[132]. Bellanova pretese le scuse del canale televisivo di fronte al presunto tentativo di suggerire che i prodotti italiani fossero contaminati e l'ambasciata francese in Italia si dissociò dai contenuti dello sketch[133]. Indignazione fu espressa da vari esponenti politici così come da alcune associazioni di categoria (tra le quali un'associazione internazionale di pubblicitari); inoltre, il ministro degli Esteri Luigi Di Maio attivò l'ambasciata italiana a Parigi e successivamente Canal+ porse le proprie scuse all'Italia e rimosse le repliche e le riproduzioni del video dalla propria programmazione[134].
- Nell'aprile 2020, in piena emergenza per la pandemia di COVID-19 in Italia, il quotidiano tedesco Die Welt pubblicò un articolo nel quale si esortava la cancelliera federale Angela Merkel a non cedere alle richieste di fondi dell'Unione Europea inoltrate dal governo italiano, in quanto gli aiuti sarebbero stati utilizzati per finanziare la mafia[135][136][137][138]; il cliché[139] fu giudicato irrispettoso e inaccettabile dal ministro degli Esteri italiano Luigi Di Maio[140] e da vari esponenti politici[137].
- Nel maggio 2020 il settimanale olandese Elsevier Weekblad tratteggiò in copertina due stereotipati cittadini dell'Europa meridionale che oziano al sole in vacanza, mantenuti da due operosi olandesi intenti a lavorare instancabilmente. L'illustrazione accompagnava un servizio che spiegava perché Italia e Spagna non avrebbero dovuto ricevere alcun finanziamento previsto dal Recovery fund varato dall'Unione europea per superare la crisi del covid-19[141][142]. Il punto di vista del periodico suscitò le reazioni di esponenti di Fratelli d'Italia e Movimento 5 Stelle[142][143].

## Enti istituzionali e privati che combattono la discriminazione
- Belgio: Centre for Equal Opportunities and Opposition to Racism (fondato nel 1993)[senza fonte]
- Stati Uniti d'America: American Italian Defamation Association (AIDA); OSIA; NIAF; Italianaware[144]
- Unione europea:  European Network Against Racism (archiviato dall'url originale il 15 dicembre 2005)..

## Tipologia di termini dispregiativi

### Termini tipici
- Breshkagji (Albania) - dalla parola albanese breshka (tartaruga), cioè pigri
- Schinkebròtli (Svizzera) - dallo svizzero tedesco panino al prosciutto
- Garlics - dall'inglese garlic, cioè aglio
- Pepperoni (Stati Uniti d'America) - dall'inglese salsicce piccanti con cui spesso si fa la pepperoni pizza, pizza tipica degli italo-americani
- Maccaronì (Belgio, anche Francia) - negli anni cinquanta e sessanta contro i minatori italiani
- Spaghettivreter (Belgio, Paesi Bassi) - dall'olandese mangia-spaghetti
- Itak (Belgio)
- Italiohn (Belgio)
- Pizzavreter (Belgio, Paesi Bassi) - dall'olandese mangia-pizza
- Pizzaman (Paesi Bassi) - pronunciato pizamann
- Italiaantje (Belgio, Paesi Bassi) - piccolo italiano, per via della statura più piccola rispetto alle etnie nordiche
- Los Polpettoes, Pizzagang, Spaghetti, Espaguetis (Spagna)
- Spaghettifresser - mangiaspaghetti, divoraspaghetti; nei Paesi di lingua tedesca il verbo fressen si usa per gli animali
- Paštar (Croazia) - da pronunciare "pashtar", parola croata che significa colui che mangia la pasta
- Makaroniarz (Polonia) - parola polacca per un appassionato della pasta; makaron è la pasta
- Makaronarji/Makaroni (Slovenia) - dallo sloveno maccheroni
- Broccoli (Stati Uniti) - storpiatura di Brooklyn, così pronunciato dagli emigranti italiani che arrivavano nel porto di New York tra la fine del XIX secolo e l'inizio del XX)
- Broscar (Romania) - mangia-rane

### Termini riferiti all'onomastica
- Pepino: in Albania
- Dago: negli USA è usato per tutti i popoli "latini". Deriva dal nome proprio Diego. "Dago, where's your monkey?" veniva rivolta agli italiani, identificati genericamente come quelli che chiedevano l'elemosina con l'organino e la scimmietta che ballava.
- Gino/Gina (Canada);
- Guido/Guidette (USA);
- Tony (negli USA con l'intento di evidenziare il comunissimo nome italiano e fare allo stesso tempo un gioco di parole, Antonio = Tony = To NY ovvero tradotto A NY = colui che viene - sbarca - a New York);
- Alfonso (Lituania, sinonimo di racconta bugie. Raccontare frottole può essere espresso con "makaronų kabinti");
- Tano (da "napolitano", in Argentina e Uruguay);
- Tulio/Tulia (Slovenia);

### Termini riferiti alle abitudini linguistiche
- Digic (croato, derivato dall'italiano dire attraverso il giuliano-veneto digo);
- Digó (gergo ungherese, derivato dall'italiano dico attraverso la pronuncia, anche meridionale, digo);
- Goombah (area di New York, dall'italiano compare, attraverso il dialettale cumpà);
- Minghiaweisch (dal siciliano minchia e dallo svizzero tedesco weisch? (capisci?), usata in Ticino per definire gli italiani di seconda generazione presenti in Svizzera tedesca, evidenziandone la difficoltà a parlare in italiano senza influenze dialettali e senza influenze tedesche);
- Paisà (area di New York, derivato dall'italiano paesano, attraverso il dialettale paisà);
- Rital (francese, da "ressortissant italien" abbreviato in "r.ital" sui passaporti degli immigranti italiani in Francia).
- Walsche e Sentas (Alto Adige, derivato dalla diffusa abitudine degli italiani di rivolgersi all'interlocutore con l'espressione "senta", percepita come uno sgradevole imperativo);
- Wop (tra i più usati negli USA[145], è la storpiatura anglosassone del napoletano guappo; per altri è acronimo di without papers/passport, senza documenti);
- Zabar (dal croato zaba, rana: fa riferimento alla pronuncia degli abitanti del nord Italia, che viene accostata ai suoni emessi dalle rane).

### Termini riferiti a pregiudizi etnici
- Greaseball (Stati Uniti, Regno Unito, Australia) - letteralmente palla di unto: deriva dall'abitudine degli abitanti del sud Europa di usare brillantina per capelli e da un pregiudizio sulle condizioni poco igieniche;
- Guinea (Stati Uniti) - dalla falsa credenza che gli italiani siano in parte centro-africani, per la fisionomia di alcuni abitanti e per il presunto minore sviluppo economico se paragonato a quello dei paesi di lingua inglese. È diminutivo di Guinea Negro, usato negli anni '50/'60 negli Stati Uniti;
- Mozzarellanigger - molto spregiativo, riferimento agli schiavi africani con l'aggiunta di un cibo tipico della penisola;
- Wog (utilizzato soprattutto in Australia) - contro le popolazioni dell'Europa meridionale e del Mediterraneo;
- Blatte - molto spregiativo, usato per diminuire la persona italiana, abbassandolo al livello di un insetto. Letteralmente tradotto come scarafaggio.

### Termini riferiti alla storia
- Katzelmacher, Katzener: deriva dall'accusa di tradimento lanciata dall'Impero austro-ungarico al Regno d'Italia in occasione della prima guerra mondiale. L'Italia nel 1914 non entrò in guerra al fianco dell'Austria, a cui era legata dalla Triplice Alleanza motivando che questa prevedeva interventi in caso di attacco ad uno dei firmatari; poi nel 1915 le dichiarò guerra, schierandosi dalla parte dei suoi avversari della Triplice intesa. Dopo la guerra il Regno d'Italia incorporò terre abitate prevalentemente da popolazioni di lingua tedesca, come l'Alto Adige. Katzelmacher deriva da "fattori di gattini", nel senso della prolificità familiare, oppure da "venditori di cucchiai", per le attività dei commercianti ambulanti transfrontalieri. I due termini sono diffusi in tutti i paesi di lingua tedesca e nelle aree della Repubblica italiana che in passato erano austriache. Il termine si diffuse rapidamente nell'Impero austro-ungarico grazie all'opera satirica del disegnatore Arpad Schmidhammer al suo libello "Maledetto Katzelmacher", che raffigura la caricatura di un bandito meridionale[senza fonte];
- Verräter (dal tedesco traditori), generalizzazione attribuita agli italiani già nella prima guerra mondiale e ancora di più dopo l'Armistizio di Cassibile (8 settembre 1943). Diffusa in Germania e in alcune zone dell'Austria;[senza fonte]
- Taliani, talijans, 'talianat, tajam, tainel: diffusi nelle "province irredente", in particolare nel litorale adriatico (attuale Venezia Giulia) e nel Trentino;
- Talianots[146]: termine di lingua friulana traducibile con italianotto, chiara definizione di scherno per definire il classico stereotipo italiano;
- Taliani de legno (diffuso nel litorale adriatico e in particolare a Trieste, in Istria e nell'ex Contea Principesca di Gorizia e Gradisca[senza fonte]. L'origine è attribuita a Wilhelm von Tegetthoff, ammiraglio austriaco vincitore della battaglia di Lissa, che avrebbe commentato: «Omini de fero su barche de legno ga batù omini de legno su barche de fero». Tuttavia il motto fa parte della tradizione orale del nordest adriatico, ma la sua origine è tutt'altro che certa.
- Lianta de gnole: espressione usata a Trieste in particolare, che deriva da un gergo locale che inverte le sillabe per rendersi poco comprensibile, ed in questo caso ha invertito il termine del capitolo precedente, si usa in genere nei confronti degli italiani che accentuano caratteristiche a loro attribuite dall'immaginario collettivo, come pretendere spaghetti in Scandinavia, invocare la mamma, dire «lei non sa chi sono io», ecc.;
- Regnicoli: diffuso in tutte le "terre irredente", designava gli immigrati provenienti dal Regno d'Italia, con residenza in Austria, ma senza cittadinanza. Il termine veniva usato anche sulla stampa italiana, non era spregiativo ma lo divenne dopo il 1918. Ampiamente citato da molte fonti, compreso L'Italia dei cent'anni di Comandini;
- Cabibi: usato nel litorale adriatico, sembra che derivi dal film Le notti di Cabiria. Indica gli italiani meridionali ed alcune volte, per estensione, tutti gli italiani. Citato nei dizionari vernacolari;[senza fonte] si fa anche derivare dall'arabo habib, vale a dire amico: Cortelazzo[147] scrive:

gabìbu: (ligure), 'uomo scaltro, ed anche malfido', 'sciocco', 'meridionale, terrone'; (veneto e veneto giuliano: cabibo) 'meridionale'. E anche: Ferrero alla voce gabibbo: Individuo nato nell'Italia del Sud, meridionale; per estensione, primitivo, selvaggio (Genova); probabilmente dall'arabo habib, felice, amico, caro (M. Dolcino - E parolle do gatto, Genova 1977).
- Cifarielli, abbreviato CIF: usato a Trieste, era un sinonimo di cabibo e rivolto ai regnicoli[149][150]. Deriva da un fatto di cronaca nera che fece scalpore avvenuto nel 1905 a Napoli: l'omicidio d'onore commesso dallo scultore Cifariello a Napoli[151]. I delitti d'onore erano sconosciuti ai codici penali mitteleuropei. Il termine fu usato anche dall'irredentista Attilio Tamaro nel 1919 e dalla polizia in un rapporto prefettizio, per manifestare quanto fosse diffuso in città e di come alcuni loro costumi fossero poco accetti dalla popolazione[152]. Citato anche in Filosofia Quotidiana di Manlio Cecovini e in alcuni dizionari vernacolari.
- Marinielli: usato a Trieste, e in particolar modo sul Carso e nella comunità slovena, deriva dal cognome di un soldato italiano che per primo, si dice, impalmò una donna di lingua madre slovena. Si riferisce al fascino mediterraneo che farebbe presa sulle donne nordiche, poco abituate dai loro uomini alle attenzioni e alle galanterie meridionali. Il termine nasconde un doppio senso, "el mariniel ve frega", riferito alla presunta attitudine all'abbandono dei seduttori mediterranei, una volta raggiunto il loro scopo;
- Pigne, per estensione pignate (pentole): usato a Trieste, era un riferimento allo stemma d'Italia che assomigliava ad una pigna[non chiaro];
- Scafuri: usato a Trieste e in Istria, deriva dallo sloveno cefurj, termine spregiativo con il quale si indicano i popoli del meridione della ex Jugoslavia, per estensione applicato anche agli italiani.[senza fonte]

### Altri termini
- Shitalian: parola macedonia che fonde le parole inglesi Italian, italiano, e shit, merda;[153]
- Mafiamann e Mafiosi (singolare) o Mafioso (Germania).[senza fonte]
- Itaka (Germania da Italienischer Kamerad): ironico ricordo della Seconda guerra mondiale;[senza fonte]
- Carcamano (Brasile, significa furbone, truffatore): deriva dall'atto di calcare la mano sul piatto della bilancia barando sul peso, ma può indicare una persona morta di fame;[senza fonte]
- mão de vaca: mano di vacca nel senso di persona tirchia, che resta con le mani chiuse e non spende (lo zoccolo della vacca non permette di separare e stringere fra le dita le banconote o le monete);[senza fonte]
- Tschinggali (Svizzera, fine Ottocento): deriva dalla trascrizione del suono cinq!, usato nel gioco della morra, diffusissima tra gli italiani. Nello spettacolo teatrale Italiani Cìncali si specula sul fatto che Tschinggali possa essere una storpiatura di Zingari, cioè vagabondi. In Svizzera erano così definiti gli italiani lavoratori, con intento chiaramente dispregiativo e allusivo alla loro condizione di "vagabondi, ladri e poco igienici". La popolazione Romanì è vittima dello stesso pregiudizio;[senza fonte]
- Svizzeriduini, su tvsvizzera.it.
- Italiot: vocabolo dispregiativo nell'uso parlato, similmente al caso precedente, accosta i termini inglesi Italian e idiot;[senza fonte]
- Italiashka (russo, significa "italianaccio");[senza fonte]
- Vallish: termine dispregiativo utilizzato nelle regioni settentrionali dell'Alto Adige;[senza fonte]
- Tanos (Argentina): detto per le navi che arrivavano nel porto di Buenos Aires in maggioranza da Napoli e quindi abbreviativo di napolitanos;[senza fonte]
- Babi (molto spregiativo, usato nella regione di Marsiglia e in generale nelle Bouches-du-Rhône): deriva dall'occitano e significa, in prima istanza, rospo.[senza fonte]
- Mozarellanigger (molto spregiativo): si riferisce alla pelle bianca come la mozzarella, e i capelli neri come la pelle nera della maggioranza africana.[senza fonte]

## Filmografia
- Linciati: Lynchings of Italians in America
- Our Contributions: The Italians in America[154] - Film TV, 1999
- Pane e cioccolata di Franco Brusati (1974)